# International Paper

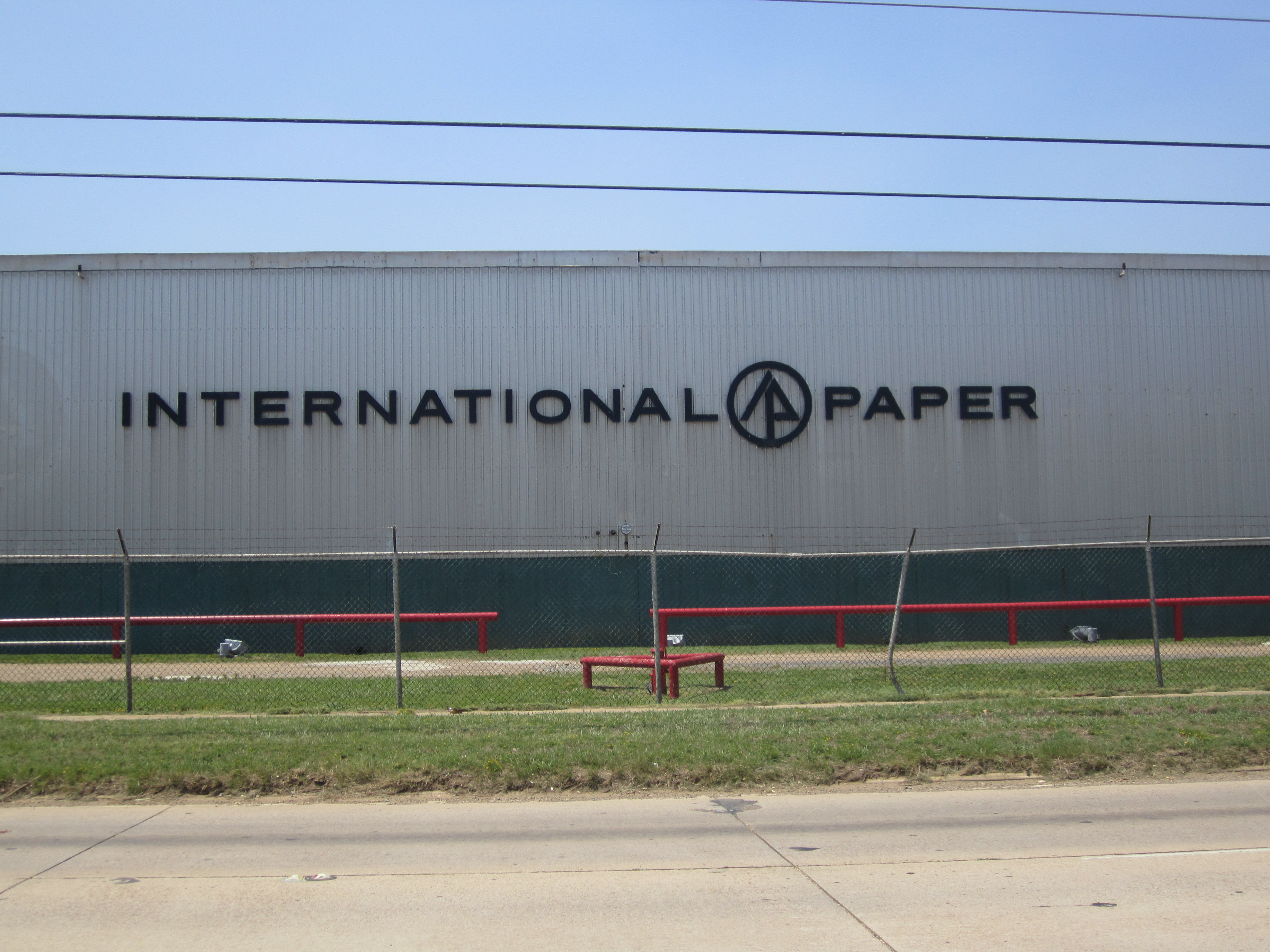
Fabryka International Paper Company w stanie Luizjana, w Stanach Zjednoczonych

International Paper Company – amerykańskie przedsiębiorstwo branży papierniczej działające na rynku międzynarodowym. Siedziba przedsiębiorstwa mieści się w Memphis, w stanie Tennessee, w Stanach Zjednoczonych.
Przedsiębiorstwo założone zostało w roku 1898 w Corinth, w stanie Nowy Jork. W 2010 roku było to największe przedsiębiorstwo papiernicze na świecie pod względem wielkości sprzedaży i produkcji (11,9 mln ton papieru i tektury). Największym rynkiem sprzedaży International Paper Company w 2014 roku była Ameryka Północna, gdzie przedsiębiorstwo osiągnęło przychód w wysokości 17,2 mld USD. W Europie, Afryce, na Bliskim Wschodzie i w Rosji łączna sprzedaż wyniosła 3,1 mld USD, a w Azji i Ameryce Łacińskiej odpowiednio 1,9 mld i 1,4 mld USD.
W latach 1992–2021 International Paper Company posiadało zakład produkcyjny w Kwidzynie, w województwie pomorskim.